# ازناب سفلی (صحنه)
ازناب سفلی (صحنه)، روستایی از توابع بخش دینور شهرستان صحنه در استان کرمانشاه ایران است.

## جمعیت
این روستا در دهستان کندوله قرار دارد و براساس سرشماری مرکز آمار ایران در سال ۱۳۸۵، جمعیت آن ۷۱ نفر (۱۷خانوار) بوده‌است.